# Spojenecká válka
Spojenecká nebo také Marsická válka (latinsky bellum sociale či bellum Marsicum) byl válečný konflikt v letech 91–88 př. n. l. mezi římskou republikou a jejími bývalými spojenci, sdruženými v koalici italických kmenů. Příčinou rozpoutání války ze strany spojenců byla dlouhodobá neochota Říma přidělit jim plné římské občanství. Konflikt měl charakter občanské války, obě strany dobře znaly vojenskou taktiku svého protivníka. Houževnaté boje probíhaly po celé střední a jižní Itálii se střídavými úspěchy obou stran, Řím v nich ztratil dva konzuly, spojenci všechny své hlavní velitele. Zpočátku měli spojenci převahu, ale nakonec se Římu podařilo italické kmeny porazit. Již v průběhu války schválil kompromisní zákon přidělující některým Italikům občanství, který jim přinášel jisté ústupky, a nakonec jim přidělil římské občanství plné. Válka zpustošila velkou část Itálie a padlo v ni asi 100 000 vojáků i civilistů, řecký historik Diodóros jí popsal jako „větší než předešlé“. Výsledkem války bylo postupné sjednocení obyvatel italského poloostrova do jednoho římského národa a jejich úplná romanizace.

## Příčiny
Ke konci 2. století př. n. l. byly italické kmeny podrobeny Římem již nejméně dvě století. Řím s nimi uzavíral mírové smlouvy s různými stupni jejich podřízenosti, zpravidla jim ponechával poměrně svobodnou vlastní správu, nesměly však vést nezávislou mimokmenovou politiku. Poražené kmeny se oficiálně stávaly spojenci římské republiky (socii populi Romani). Musely strpět na svém území zakládání římských kolonií, ve kterých se usazovali římští osadníci, a ze kterých bylo podrobené území kontrolováno římskými úředníky. Dále se zavazovaly do římského vojska dodávat vojenské kontingenty a bojovat v něm za římskou republiku, zároveň však neměly žádný podíl na jejím rozhodování ani nemohly po vítězných válečných kampaních dostávat příděly půdy poražených nepřátel. Řím také na jejich území budoval strategické silnice pro rychlé přesuny svých legií.

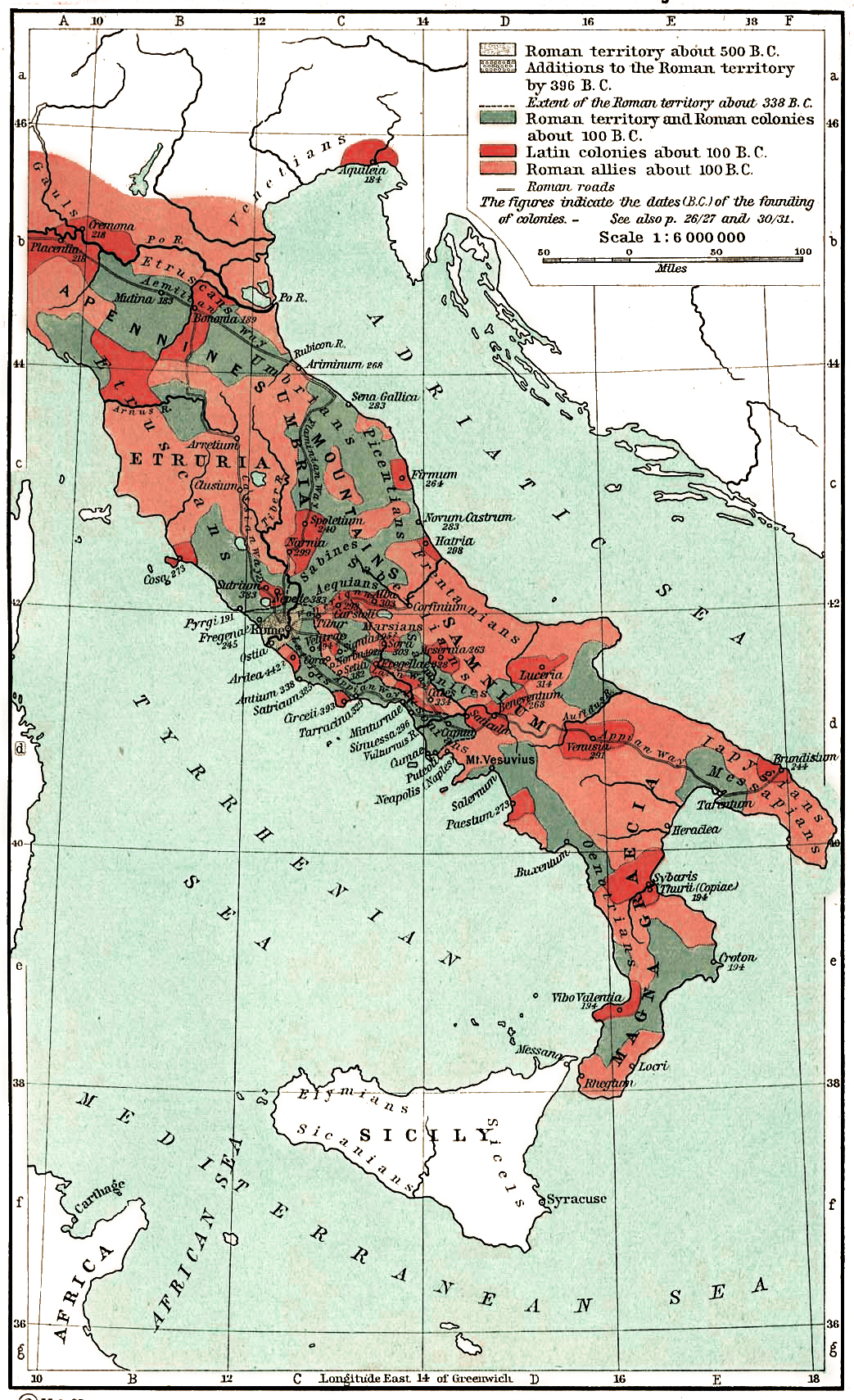
Řím a jeho spojenci v předvečer Spojenecké války. Římské území (šedomodrá) se rozprostírá ve středu italského poloostrova a v nížině při pobřeží Tyrhénského moře. Latinské kolonie (sytě červená) se nacházejí na strategických místech. Ostatní spojenci (růžová) jsou soustředěni v hornatém vnitrozemí.

Rostoucí nespokojenost Italiků a nutnost jejích nespokojenost nějak řešit si v Římě uvědomovali někteří realističtější politikové. Konzul Marcus Fulvius Flaccus otevřeně vybízel Italiky, aby usilovali o občanství, a ve svém zákoně lex Fulvia de civitate z roku 125 př. n. l. navrhoval přiznat římské občanství všem Italikům, kteří o něj požádají, přičemž se k nově přidělenému občanství vázal i nárok na příděly obecní půdy. Proti návrhu se ostře postavil senát, který by nemohl ovlivňovat hlasy Italiků v takové míře jako hlasy občanů v Římě. Především ho však zamítla římská chudina sobecky se obávající o ztrátu svých privilegií a snížení přídělu dávky obilí (annona). V roce 122 př. n. l. za svého tribunátu předložil senátu Gaius Gracchus upravený Fulviův zákon, který Latinům přiznával plné římské občanství a Italikům právo latinské (v podstatě omezené římské občanství). Návrh torpédoval jeho senátem podporovaný kolega tribun Marcus Livius Drusus úmyslně radikálnějšími protinávrhy (například aby držitelé latinského práva byli úplně osvobozeni od tělesných i hrdelních trestů od Římanů), a proto ho lidové shromáždění zamítlo. Flaccus byl při občanských bouřích v roce 121 př. n. l. spolu s Gracchem zabit, a tím se reforma občanství na dlouho zabrzdila.
V roce 95 př. n. l. senát schválil zákon lex Licinia Mucia zřizující speciální vyšetřovací komisi, která měla prozkoumat seznamy římských občanů a vyškrtnout z nich ty cizince (peregriny), kteří se do nich nechali zapsat neoprávněně. Zákon vyvolal mezi Italiky velké pobouření a nenávist k Římu.
Další pokus o vyřešení problému občanství podnikl v roce 91 př. n. l. tribun lidu Marcus Livius Drusus, jehož stejnojmenný otec paradoxně proti podobným návrhům Gaia Graccha před třiceti lety bojoval. Drusus postupoval promyšleně, nechal schválit zákon o přidělení další obecní půdy (ager publicus) mezi nejchudší občany Říma a založit nové kolonie v Itálii a na Sicílii. Dalšími zákony snížil cenu rozdávaného obilí a zpřísnil postihy za uplácení, tím si zajistil podporu lidových vrstev. Italiky si chtěl Drusus naklonit návrhem zákona o přidělení občanství, ti však měli obavy z rozdělování obecní půdy Římanům v koloniích, kterou sami již drželi. V Římě narůstalo napětí mezi Drusovou stranou podporovanou většinou lidu a senátem podporovaným equity (jezdci) na straně druhé, v této atmosféře byl Drusus ještě před koncem svého volebního období v říjnu 91 př. n. l. neznámo kým zavražděn.

## Vypuknutí války a její průběh

### 91 př. n. l.
Drusova násilná smrt působila jako roznětka konfliktu. Italikové poznali, že se zákonnou cestou občanství nedomohou, protože odpůrci v Římě ze strany aristokracie jejich zastánce buď podplatí nebo se jich, jako v případě Gaia Graccha a Marca Drusa, zbaví vraždou. Italické kmeny se začaly bezprostředně připravovat na válku, jejich zástupci si vyměnili rukojmí jako záruky a dohody upevnili přísahami. Od spojenectví s Římem se oddělili i organizačně, podle římského vzoru si zvolili vlastní senát o pěti stech členech a dva konzuly, kterými se stali Poppaedius Silo a Papius Mutilus. Svojí federaci nazvali Italia, svým společným hlavním městem zvolili Corfinium na území Paelignů, které přejmenovali na Italica, a jako výraz své nezávislosti razili vlastní mince. Ke spojenectví se nepřidali Latinové, kteří zůstali loajální Římu a Etruskové s Umbry, kteří zachovávali – alespoň zpočátku konfliktu – neutralitu. Římané přípravy na válku nepostřehli.
Vzpoura vypukla ještě na podzim 91 př. n. l. v Asculu Picenu, kde obyvatelé města zabili římského praetora Gaia Servilia, jeho legáta Fonteia a pak pobili všechny Římany ve městě. Po této události povstali zároveň Marsové, Paelignové, Vestini, Marrucini, Frentanové, Hirpinové, Apulové, Lukánové, Samnité a připojila se i města Pompeje v Kampánii a Venusia v Apulii. Do Říma vyslali poselstvo, které mělo předat požadavky spojenců, ale senát ho odmítl a naopak požadoval jejich omluvu a bezpodmínečné podrobení, to zase odmítli Italikové. Válka byla nevyhnutelná.
Spojenci plánovali udeřit na Řím na dvou frontách; severní frontě ve střední Itálii velel Poppaedius Silo, podveliteli jeho jednotek byli Titus Afranius, Gaius Pontilius a Marius Egnatius, a jižní frontě v Kampánii a Samniu Papius Mutilus, jeho podvelitelé byli Marcus Lamponius, Gaius Vidacilius, Herius Asinius a Titus Vettius Scato. Jednotlivé skupiny spojeneckých vojska operovaly na sobě poměrně nezávisle. Římský senát proti nim vyslal dvě armády a do čela jim postavil designované konzuly na příští rok Lucia Julia Caesara a Publia Rutilia Lupa. Konzulové si rozdělili obě fronty (Lucius Caesar měl táhnout proti jižní – samnitské frontě, zatímco Rutilius proti severní – marsické) a vybrali podvelitele svých legií: Publius Lupus si zvolil Gnaea Pompeia Strabona, Quinta Servilia Caepiona, Gaia Perpernu, Valeria Messalu a jako nejschopnějšího a slávou třetího zakladatele Říma ověnčeného vojevůdce Gaia Maria; Lucius Caesar jmenoval do čela svých jednotek Publia Lentula, Tita Didia, Licinia Crassa, Marcella a vycházející hvězdu římské politiky Lucia Cornelia Sullu. Obě fronty byly rozčleněny na jednotlivé sektory a legiím byly určeny jako místa jejich působnosti.
Mezitím spojenecká vojska vytáhla na římské kolonie Albu Fucens a Aesernii, které se rozkládaly na jejich území, a oblehla je.

### 90 př. n. l.

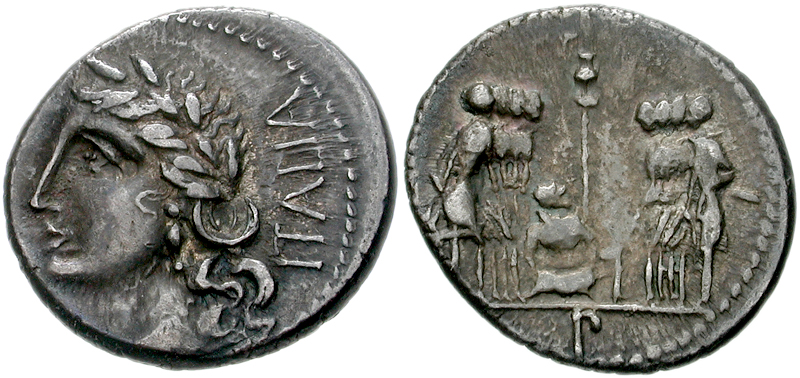
Mince ražené italickými spojenci se jménem své federace Italia

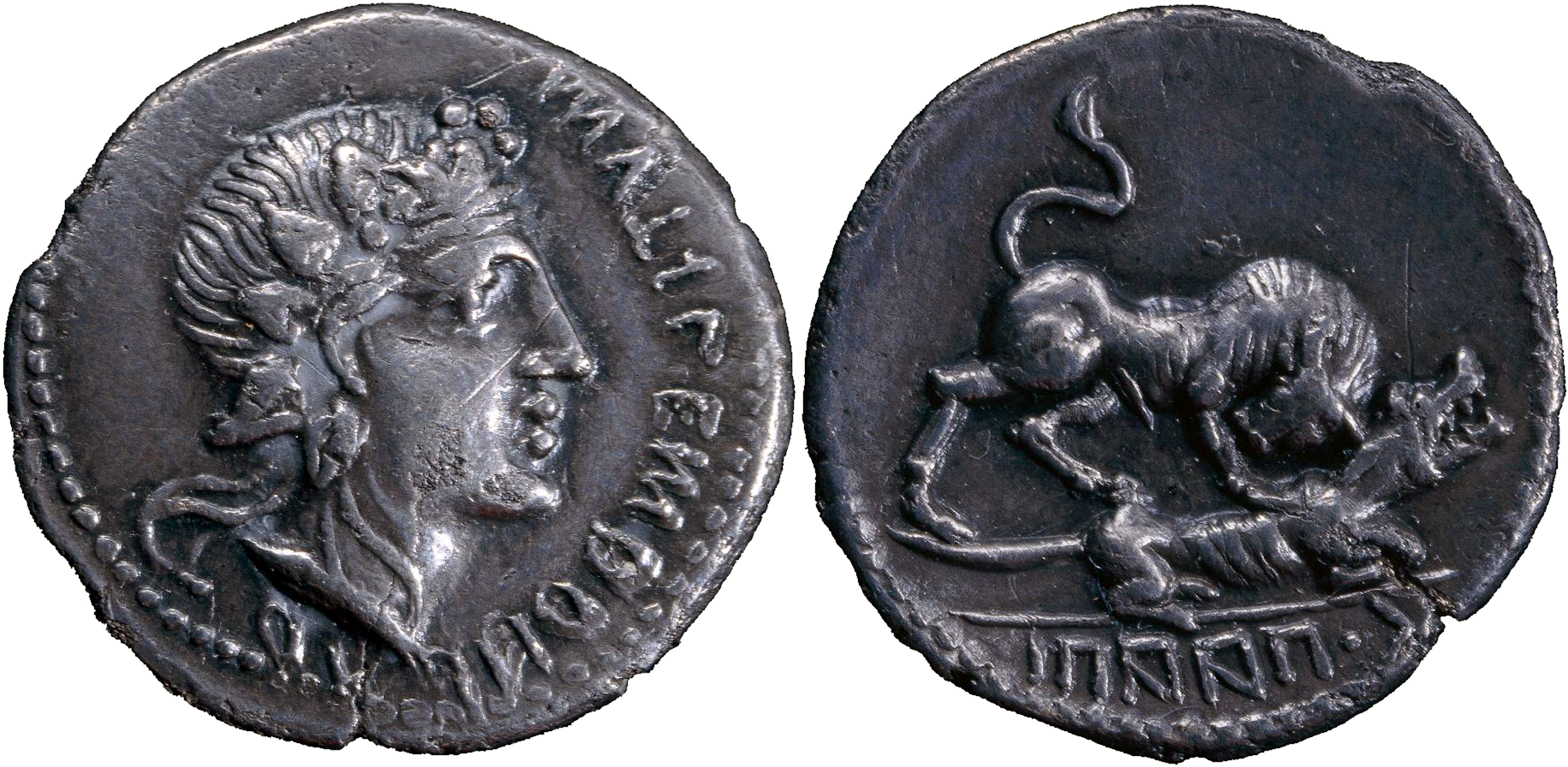
Denarius Gaia Papia Mutila, na které býk (symbol Italiků) poráží římskou vlčici

V Římě nastoupila reakce. Tribun lidu Quintus Varius Severus navrhl a senát schválil zákon lex Varia de maiestate, podle kterého bylo možno postavit před soud kohokoliv, kdo Italiky „tajně či otevřeně podporoval nebo jim pomáhal“ k prosazení občanských práv. Soudnímu potrestání se mohlo předejít dobrovolným odchodem do exilu, této možnosti využili konzul za rok 111 př. n. l. Lucius Calpurnius Bestia nebo Gaius Aurelius Cotta Zákon prosadili především equité, kteří ho používali jako nástroj boje proti některým svým politickým protivníkům senátorské strany. Paradoxně podle něj byl v dalším roce odsouzen a poslán do vyhnanství i sám navrhovatel.
Na jižní frontě táhl na pomoc obležené Aesernii konzul z roku 91 př. n. l. Sextus Julius Caesar, ale zaskočil ho Vettius Scato, porazil jeho vojsko a pobil mu 2 000 vojáků. Sextus Caesar se musel stáhnout a Scato pokračoval k Aesernii. Římští velitelé její obrany Lucius Scipio a Lucius Acilius prchli a Aesernie padla. Marius Egnatius dobyl zradou nedaleké Venafrum a pobil dvě římské kohorty. Spojenecký velitel Publius Presentaeus porazil Gaia Perpernu, z jeho 10 000 vojáků 4 000 padlo. Rutilius následně zbavil Perpernu velení a jeho vojáci byli přiděleni Mariovi. Marcus Lamponius pobil Crassovi 800 mužů a zahnal ho do Grumenta v Lukánii. Vidacilius dobyl Canusium a Venusii, pobíjel všechny Římany a do vojska přijímal jejich otroky.
Gaius Papius Mutilus dobyl zradou Nolu, Stabie, Minervium a Salernum, vypálil okolí Nucerie a oblehl Acerry. K Acerrám přitáhl Sextus Caesar posílený o 10 000 Galů a 1 000 jezdců z Numidie a Mauretánie. Papius použil trik, ukázal Numiďanům Jugurthova syna Oxynta, který byl držen Římany v internaci ve Venusii, a kterého se po jejím dobytí zmocnili spojenci. Numiďané dezertovali a zbytek demoralizovaného vojska radši Sextus Caesar poslal domů. Sebevědomý Papius se s ním pak srazil v potyčce ale Sextus Caesar pobil 6 000 jeho vojáků. Sám měl však značné ztráty a od Acerr odtáhl.
11. června se potkaly armády Rutilia a Gaia Maria s vojskem Vettia Scatona. Místo bitvy není jisté, Appiános uvádí řeku Liris v jižním Latiu, o pět set let pozdější Orosius umisťuje bitvu na řeku Tolenus v severním Sabinsku. Rutilius v bitvě padl ale Mariovi se podařilo situaci stabilizovat a donutil Scatona odtáhnout. Senát svěřil velení Rutiliovy armády Mariovi a Quintu Caepionovi. Caepio byl brzy poté vlákán do léčky, kterou mu nastražil Poppaedius Silo, a byl zabit. Jeho vojsko bylo přeřazeno k Mariovi.
Lucius Caesar se srazil s Mariem Egnatiem a byl poražen. Poté se svým vojskem zachránil ústupem do Teana Sidicina, počkal v něm na posily a s nimi přitáhl k Acerrám, které stále obléhal Papius Mutilus. Zde poté nastala patová situace. Vidacilius mezitím spojil své vojsko s Titem Afraniem a u hory Falerinus porazili Pompeia Strabona, který se stáhl do Firma Picena. Když mu pak dorazily posily, provedl Pompeius výpad z města a Afrania porazil. Afraniovi vojáci prchli ze Ascula Picena, které Pompeius Strabo bezprostředně nato oblehl. Vidacilius se neúspěšně snažil blokádu přerušit, povedlo se mu alespoň do Ascula probojovat.
Situace na bojištích se ke konci prvního roku války pro římskou republiku nevyvíjela příznivě. Senát se proto z obavy před možným obléháním Říma snažil spojence jednotlivě politicky izolovat a rozdělit. Zákonem lex Julia de civitate Latinis et sociis danda navrženým Luciem Caesarem, přiznával plné římské občanství všem občanům s latinským právem a těm z Italiků, kteří se neúčastnili války s Římem nebo složili zbraně. Zamířen byl především na Etrusky a Umbry, aby jim nabídl alternativu k angažování se na straně italických spojenců, ale vliv měl i na spojence, jejichž společná jednota se začala drolit.

### 89 př. n. l.

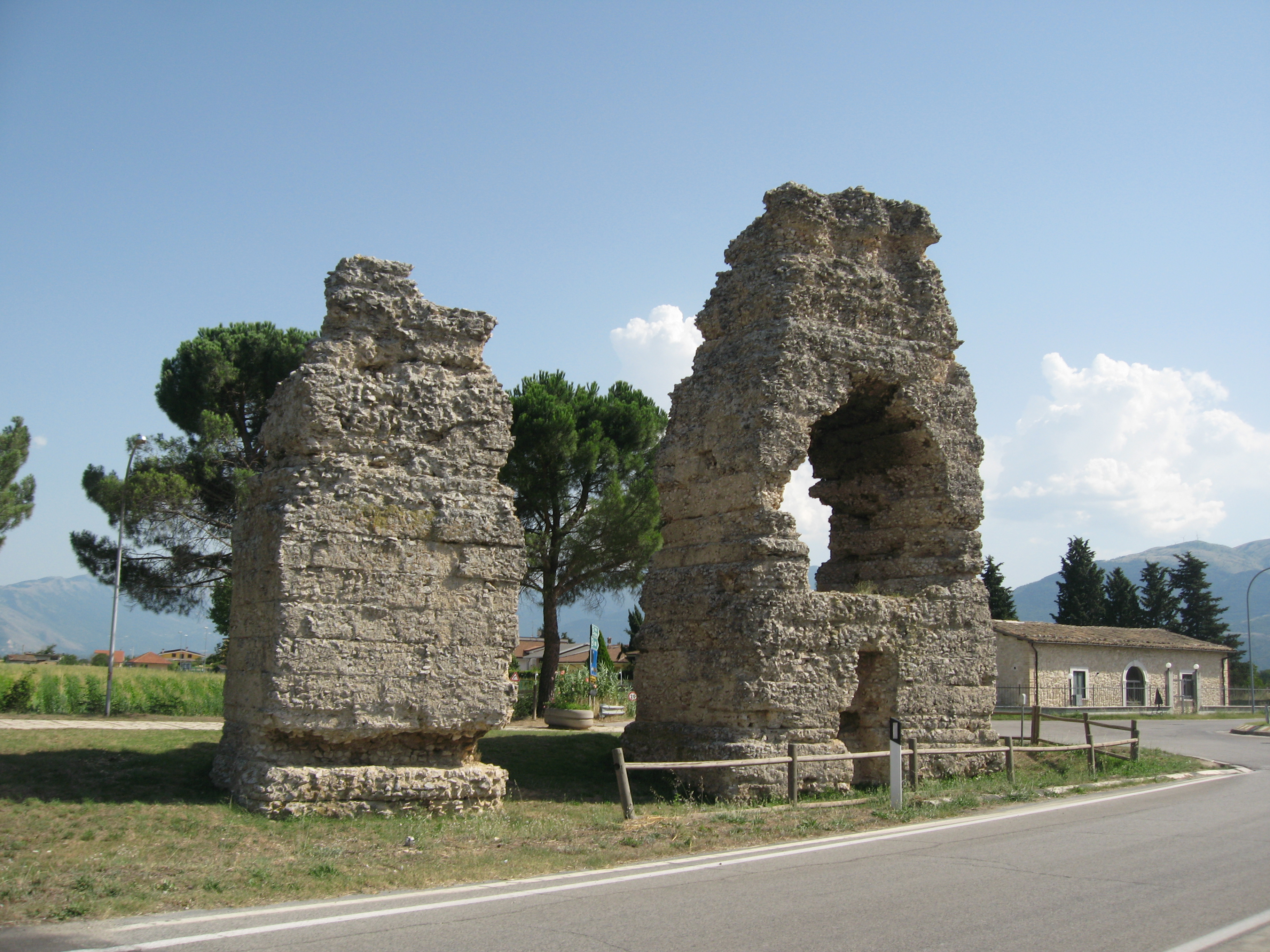
Ruiny Corfinia, hlavního města Italiků

Pompeius, který byl zvolen na tento rok konzulem, stále obléhal Asculum. Obleženému městu dorazila na pomoc z jižní skupiny spojenců posila 60 000 mužů. Na pláni před městem se strhla bitva, ve které zvítězili Římané. Ti pak Asculum oblehli mnohem pevněji a v listopadu 89 př. n. l. město, ve kterém celá válka začala, kapitulovalo. Všichni zajatí italičtí důstojníci byli zmrskáni a poté popraveni, obyvatelé byli prodáni do otroctví. Významné římské vítězství však bylo zcela vynulováno porážkou druhého konzula Lucia Porcia Catona v bitvě s Marsy na Fucinském jezeře v zimě téhož roku. Cato v této bitvě padl.
Na jižní frontě ve srážce Sully s Luciem Cluentiem byl Sulla nejdříve poražen, v opakované bitvě pak zvítězil. Poražené vojsko stíhal až k Nole, kde je opět porazil a Lucius Cluentius padl. Sulla se přesunul na území Hirpinů a porazil jejich vojska u Aeculana, město pak dobyl a zpustošil. Poté porazil Samnity vedené Papiem Mutilem a poražené zahnal do Aesernie. Od ní táhl na hlavní spojenecké město Corfinium a po tuhém boji je dobyl. Vrátil se poté do Říma, aby se mohl ucházet o konzulát. V důsledku pádu Corfinia do římských rukou přesunuli spojenci své hlavní město do Boviana a později do Aesernie.
Válečná převaha se začala přiklánět na stranu Říma. Pompeius Strabo podrobil Marsy, Marruciny a Vestiny, čímž prakticky ukončil boje na severní frontě. Gaius Cosconius na jižní frontě vypálil Salapii, dobyl Kanny a obléhal nedaleké Canusium, kterému na pomoc přitáhli Samnité. Cosconius u Canusia podlehl, ale po taktickém stažení ke Kannám Samnity porazil, ti se zachránili útěkem zpět do Canusia.
V této fázi války Řím, aby ukončil vleklé boje, schválil na návrh tribunů lidu Marka Plautia Silvana a Gaia Papiria Carbona zákon lex Plautia Papiria de civitate sociis danda, kterým se přiznávalo plné římské občanství všem svobodným obyvatelům italského poloostrova jižně od řeky Pádu, kteří složí zbraně a do dvou měsíců se přihlásí u římského praetora k zapsání do seznamu občanů. Zákon se nevztahoval na Samnity, Lukány a několik menších kmenů, které stále s Římem bojovaly.

### 88 př. n. l.
Praetor Caecilius Metellus dobyl Venusii. Poppaedius Silo ve snaze vytlačit ho z Apulie se s ním střetl v bitvě, ve které padl. Na přelomu let 89 a 88 př. n. l. byla většina spojeneckých vojevůdců mrtva a boje pomalu uhasínaly. V odporu zůstávali jen Samnité s Lukány a města Nola a Aesernia. Oslabení Říma válkou se spojenci využil pontský král Mithridatés a obsadil římskou provincii Asii, kde nechal povraždit 80 000 Římanů. Tím rozpoutal první válku s Mithridatem.

## Důsledky
Udělením plného římského občanství spojencům ke konci války se dovršoval proces sjednocení obyvatel italského poloostrova do jednoho římského národa. Ústupky Říma Italikům se však brzy projevily jako nedostatečné. Již zákon Lucia Caesara z roku 90 př. n. l. nepřiřadil Italiky s římským občanstvím do stávajících 35 tribuí, aby mohli hlasovat na tributních sněmech, ale vytvořil pro ně 10 nových. Jejich hlasování tedy prakticky nemělo význam, nemohli výsledek ovlivnit ani kdyby všechny jejich tribue hlasovaly jednomyslně. Tuto nevýhodu se snažil ještě v roce 88 př. n. l. eliminovat tribun lidu Publius Sulpicius Rufus, který navrhoval udělit římské občanství všem spojeneckým kmenům včetně propuštěných otroků, narazil však na zuřivý odpor optimátů a veškeré další pokusy zanikly v nadcházející občanské válce mezi Mariem a Sullou. V té hráli významnou roli i stále ještě nepodrobení Samnité.
Válka mezi Římem a spojenci měla další neblahé následky, především způsobila velké škody na venkově, který byl zpustošen a neobděláván, protože velký počet zemědělců naverbovaných do vojsk obou stran ve válce padl. Silněji se začal prosazovat jev, jehož zárodky měly původ jíž ve vojenských reformách Gaia Maria, kdy římské žoldnéřské vojsko bylo loajální spíše svému vojevůdci než státu, a tím v podstatě stabilitu státu ohrožovalo. Celý systém vlády městského státu začal být vůbec nevyhovující, protože se Italikové bydlící ve velké vzdálenosti od Říma stěží mohli pravidelně zúčastňovat volebních shromáždění. Tento vývoj dostával římskou republiku do všeobecné politické krize, která ještě v 1. století př. n. l. vyústila do série občanských válek.